# Amaury Ier de Montfort
Pour les articles homonymes, voir Amaury Ier, Amaury et Amaury de Montfort.
Amaury Ier, mort en 1053, fut le deuxième seigneur de Montfort l'Amaury.

## Biographie
Amaury Ier était fils de Guillaume de Hainaut. Ce dernier avait fait bâtir un château en bois sur une motte naturelle qui a pris le nom de Montfort.
Il fit reconstruire le château en pierre et, pour protéger la cité qui s'installait autour du château, l'entoura de fortifications. Il fit aussi élever une chapelle castrale.
Il épousa vers 1028 une dénommée Bertrade d'origine incertaine, considérée par l'historiographie traditionnelle comme appartenant à la maison de Gometz, mais qu'une hypothèse récente présente comme une fille possible de Berthe de Bourgogne et de Robert le Pieux. 
Le couple a eu au moins deux fils :
- Simon Ier, qui lui succéda à Montfort ;
- Mainier d'Epernon.